# Portlaoise
Portlaoise [pɔːrtˈliːʃ ] (en irlandais : Port Laoighise) est une ville du comté de Laois en république d'Irlande.
Précédemment nommée Maryborough, la ville reprend son nom actuel en 1929, sept années après la création de l'État libre irlandais, son ancien nom comportant une connotation anglaise.
C'est la capitale du comté de Laois (anciennement Comté de Queen) dans l’intérieur de l’Irlande.
Le nom irlandais signifie « Fort de Laois ».
La ville de Portlaoise compte 20 050 habitants au recensement de 2016.

## Personnalités
- Arthur Jacob (1790-1874), ophtalmologiste irlandais, est né à Portlaoise.
- Robert Sheehan, (1988-), acteur irlandais, est né à Portlaoise.
- En juin 2007, Rotimi Adebari, un « résident étranger » nigérian, a été élu à la tête du conseil municipal. C'est le premier maire noir en Irlande[3].